# Liste der Klassischen Philologen an der Ruhr-Universität Bochum
Die Liste der klassischen Philologen an der Ruhr-Universität Bochum zählt namhafte Hochschullehrer dieses Faches auf, die an der 1962 gegründeten Ruhr-Universität Bochum (RUB) wirkten.
Das Seminar für Klassische Philologie wurde 1965 mit zwei ordentlichen Professuren gegründet, die den Schwerpunkt Gräzistik bzw. Latinistik haben. Die ersten Inhaber waren Hellmut Flashar und Godo Lieberg. 1968 wurde ein dritter Lehrstuhl für Klassische Philologie eingerichtet, den Robert Schröter erhielt. Nach den Gründungsprofessoren hatten Bernd Effe, Gerhard Binder und Siegmar Döpp die Professuren inne. Döpps Nachfolger wurde 1996 Reinhold F. Glei. Die Professuren für Gräzistik und Latinistik I wurden 2003 bzw. 2006 in C3- bzw. W2-Stellen umgewandelt.

## Liste der Klassischen Philologen
| Wissenschaftler                  | RUB  | RUB  | Funktionen Höchste an der RUB erreichte Position. 1 | Bemerkungen Besonderheiten, Werdegang, andere Angaben.                                                                                          | Bild |
| Wissenschaftler                  | von  | bis  | Funktionen Höchste an der RUB erreichte Position. 1 | Bemerkungen Besonderheiten, Werdegang, andere Angaben.                                                                                          | Bild |
| -------------------------------- | ---- | ---- | --------------------------------------------------- | --- | ---- |
| Hellmut Flashar (1929–2022)      | 1965 | 1982 | Professor                                           | Lehrstuhlinhaber für Gräzistik; wechselte nach München                                                                                          |      |
| Manfred Landfester (1937–2024)   | 1964 | 1980 | Professor                                           | Assistent, 1970 habilitiert, später apl. Prof. und Professor; wechselte nach Gießen                                                             |      |
| Alexander Kleinlogel (1929–2007) | 1965 | 1994 | außerplanmäßiger Professor                          | Studienrat im Hochschuldienst, apl. Prof. |      |
| Godo Lieberg (1929–2016)         | 1965 | 1981 | Professor                                           | Lehrstuhlinhaber für Latinistik |      |
| Robert Schröter (1921–2014)      | 1968 | 1986 | Professor                                           | Lehrstuhlinhaber für Latinistik II |      |
| Wilhelm Kierdorf (* 1938)        | 196? | 2003 | Professor                                           | Assistent, 1980 habilitiert, 1991 Professor |      |
| Rudolf Rieks (* 1937)            | 1973 | 1978 | außerplanmäßiger Professor                          | 1973 habilitiert, 1975 apl. Prof.; wechselte nach Bamberg                                                                                       |      |
| Gerhard Binder (1937–2023)       | 1982 | 2002 | Professor                                           | Nachfolger Liebergs; Spezialist für römische Dichtung, Kultur und Geschichte der augusteischen Zeit                                             |      |
| Karl-Wilhelm Weeber (* 1950)     | 1983 |      | Lehrbeauftragter                                    | Honorarprofessor für alte Geschichte in Wuppertal; in Bochum Lehrbeauftragter für Fachdidaktik                                                  |      |
| Bernd Effe (1942–2023)           | 1984 | 2007 | Professor                                           | Nachfolger Flashars; Spezialist für Epos, Drama, Lehrgedicht, griechische Philosophie und Antikerezeption                                       |      |
| Siegmar Döpp (* 1941)            | 1987 | 1995 | Professor                                           | Nachfolger Schröters; Spezialist für goldene und silberne Latinität sowie lateinische Literatur der Spätantike; wechselte nach Göttingen        |      |
| Thomas Paulsen (* 1959)          | 1993 | 2004 | Hochschuldozent                                     | Spezialist für griechische Literatur, 1998 habilitiert; wechselte nach Frankfurt am Main                                                        |      |
| Reinhold F. Glei (* 1959)        | 1996 |      | Professor                                           | Nachfolger Döpps, Spezialist für Antikerezeption und christliche Literatur                                                                      |      |
| Claudia Klodt (* 1960)           | 2002 |      | Professorin                                         | Nachfolgerin Binders, Spezialistin für spätrepublikanische und kaiserzeitliche Literatur                                                        |      |
| Peter Hibst                      | 2003 |      | Privatdozent                                        | Leiter des Studienseminars in Siegen, zuvor Wiss. Mitarbeiter am Lehrstuhl für Mittelalterliche Geschichte II (Ruhr-Universität Bochum)         |      |
| Christian Schulze (* 1970)       | 2007 |      | Privatdozent                                        | Medizinhistoriker; seit 2007 Lehrbeauftragter am Seminar für Klassische Philologie                                                              |      |
| Fritz Felgentreu (* 1968)        | 2008 | 2009 | Lehrstuhlvertreter                                  | Spezialist für kaiserzeitliche und spätantike Literatur; Lehrstuhlvertreter für Gräzistik                                                       |      |
| Manuel Baumbach (* 1970)         | 2009 |      | Professor                                           | Nachfolger Effes |      |
| Karl Galinsky (1942–2024)        | 2009 | 2012 | Gastprofessor                                       | Professor an der Universität Austin, Texas; Träger des Max-Planck-Forschungspreises, Leiter einer Nachwuchsgruppe zum Thema Gedächtnisforschung |      |
| Timothy Moore                    | 2011 | 2011 | Gastprofessor                                       | Professor an der Universität Austin, Texas; DAAD-Gastprofessor im Sommersemester 2011                                                           |      |